# Ranger 5
Ranger 5 – amerykańska bezzałogowa sonda kosmiczna wysłana w ramach programu Ranger. Misja zakończyła się niepowodzeniem. Z powodu usterki w układzie zasilania wszystkie instrumenty pokładowe przestały działać po kilku godzinach od startu. Planowane zderzenie Rangera 5 z powierzchnią Księżyca nie doszło do skutku. Minął on powierzchnię Srebrnego Globu o 725 kilometrów, w dniu 21 października 1962 roku. Sonda krąży obecnie wokół Słońca. 

## Plan misji
Po wystrzeleniu w przestrzeń kosmiczną sonda miała lecieć w kierunku Księżyca, wykonując po drodze jedną korektę trajektorii, a następnie uderzyć w powierzchnię Srebrnego Globu. W trakcie lotu miały zostać wykonane pomiary promieniowania gamma i odbijalności fal radarowych od powierzchni Księżyca. Na odpowiedniej wysokości miała się odłączyć kapsuła z sejsmometrem oraz miały się odpalić silniczki hamujące, by złagodzić uderzenie. Sonda miała przesłać zdjęcia powierzchni Księżyca wykonane w ciągu 10 minut przed uderzeniem w jego powierzchnię, a sejsmometr miał przesyłać dane o ewentualnej aktywności sejsmicznej Księżyca.

## Przebieg misji

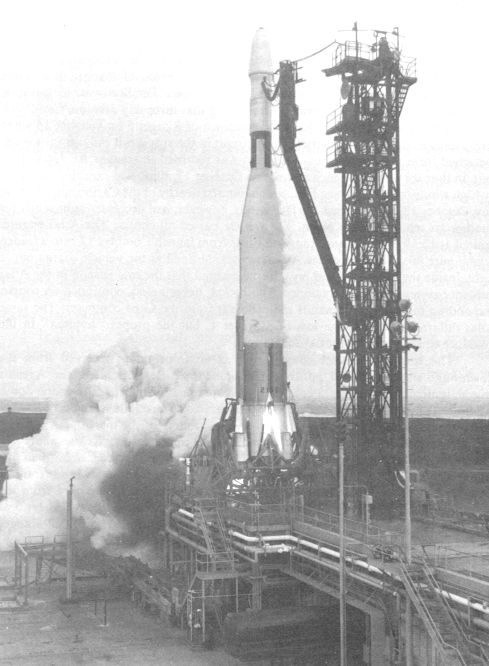
Start Ranger 5

Człon Agena B rakiety nośnej wyniósł sondę na orbitę parkingową, a po 25 minutach odpalił się ponownie i skierował sondę w stronę Księżyca. Usterka w systemie kierowania członu Agena B sprawiła, że Ranger 5 uzyskał zbyt dużą prędkość. Sonda utraciła zasilanie z baterii słonecznych i przełączyła się na zasilanie z baterii. Nieprawidłowe komendy spowodowały, że antena telemetrii straciła połączenie z Ziemią. Uniemożliwiło to również odbiór sygnałów mających korygować tor lotu oraz odbiór wykonywanych zdjęć. Sonda minęła Księżyc i weszła na orbitę heliocentryczną. Statek był śledzony przez 8 godzin i 44 minuty, aż do wyczerpania baterii rezerwowej. Pokładowy detektor promieni gamma przekazał tylko niecałe 5 godzin danych o kosmicznym tle gamma, w dodatku w pozycji złożonej.

## Budowa
Ranger 5 był konstrukcyjnie niemal identyczny z sondami Ranger 3 i Ranger 4. Sonda o masie 342,5 kg i miała 3,1 m wysokości. Na jej szczycie znajdowała się kulista kapsuła o średnicy 0,65 m, pokryta drewnem balsa, zawierająca sejsmometr. Statek posiadał własny napęd: silnik odrzutowy na paliwo jednoskładnikowe, o ciągu 22,6 kN. Sześciokątna podstawa sondy miała 1,5 m średnicy i była pokryta chromem i złotem. Do jej spodu przytwierdzona była paraboliczna antena dużego zysku. Do boków podstawy zamocowano dwa panele ogniw słonecznych o łącznej rozpiętości 5,2 m. Prąd elektryczny generowało 8680 ogniw słonecznych, ładujących akumulatory AgZn (główny i zapasowy) o pojemności 1 kWh i masie 11,5 kg. Kontrolę nad statkiem sprawował prosty komputer pokładowy, programator i system przyjmowania komend radiowych z Ziemi. Położenie statku kontrolowały wykrywacze Słońca i Ziemi, żyroskopy oraz silniczki korekcyjne. System telemetrii składał się z dwóch nadajników pracujących na częstotliwości 960 MHz. Jeden miał moc 3 W, a drugi 50 mW. Korzystały one z anteny dużego zysku i anteny dookolnej. Kontrolę temperatury statku zapewniało białe malowanie fragmentów sondy oraz dobrze odbijające pokrycia ze złota, chromu i srebra.

## Instrumenty
- Kamera telewizyjna typu widikon – zaprojektowana do wykonania i przekazania zdjęć powierzchni Księżyca z odległości od 4000 do 47 km. Czas ekspozycji powierzchni fotorezystora wynosił 20 ms, co miało zapobiec rozmazaniom obrazu. Operacja skanowania i kasowania systemu elektronicznego widikonu trwała 13 sekund. Skanowanie jednego obrazu trwało 10 sekund. Każda ramka składała się z 200 linii. Szerokość pasma systemu wideo wynosiła około 200 cps. Układ optyczny wykorzystywał, znany z teleskopów astronomicznych, układ Cassegraina. Zwierciadło wtórne kierowało obraz na powierzchnię fotorezystora.
- Detektor promieni gamma (CsI)

Identyczny instrument, co na Ranger 3. Eksperyment składał się z trzech części: detektora, 32 kanałowego analizatora amplitudowego i zasilacza wysokiego napięcia. Detektorem był ukośny kryształ jodku cezu (CsI), o średnicy 7,62 cm, otoczony przez 3,175 mm grubości plastyczny scyntylator. Detektor był połączony z fotopowielaczem. Analizator amplitudowy umożliwiał zmagazynowanie 216 impulsów w każdym kanale. Kanał 0 rejestrował wszystkie impulsy, które były większe od impulsów pojawiających się w kanale 31. Spektra były pozyskiwane w zakresach 0,1–3,0 MeV i 20–600 keV. Kalibrację umożliwiało pokładowe źródło promieniotwórcze.
- Wysokościomierz radarowy – miał posłużyć do wyzwolenia zapłonu silnika hamującego (między 19 a 25 km nad powierzchnią) oraz badań odbijalności fal radarowych przez powierzchnię Srebrnego Globu. Był to standardowy radar impulsowy ze szczytową mocą wyjściową magnetronu między 150 a 400 W. Pracował na częstotliwości 9,4 GHz. Częstość powtarzania impulsów wynosiła 500–600 Hz. Szerokość pasma odbiornika superheterodynowego wynosiła 12–16 mHz, a szum między 11 a 12 dB. Szerokość wiązki anteny wynosiła 4,5°. Wysokościomierz miał być włączony na rozkaz z Ziemi, na wysokości między 198 a 55 km nad powierzchnią Księżyca. Pomiary miały trwać od 9 do 120 sekund.
- Sejsmometr – znajdujący się w kapsule, wraz ze wzmacniaczem, 50 mW nadajnikiem, anteną krzyżową i sześcioma bateriami srebrowo-kadmowymi (mającymi wystarczyć na 30 dni pracy nadajnika). Całość została zaprojektowana do twardego lądowania na powierzchni Księżyca z prędkością 130–160 km/h. Miał za zadanie potwierdzić istnienie, bądź nie, aktywności sejsmicznej na Księżycu, skorupy księżycowej, warstw pyłowych lub zastygłej lawy. Ważący 3,36 kg przyrząd składał się z cewki, magnesu stałego (1,7 kg) zawieszonego na sprężynie, oraz wewnętrznego urządzenia kalibrującego. Aby sejsmometr nie ucierpiał przy lądowaniu i zachował pionową pozycję, wypełniono go ochronnym płynem. Po uderzeniu, płyn miał wycieknąć, a wyzwalacz ciśnieniowy miał zapoczątkować działanie instrumentu.